# Găinușă de baltă
Găinușa de baltă sau corla (Gallinula chloropus) este o pasăre semiacvatică migratoare din familia ralide de mărimea unui porumbel sălbatic cu penajul negru-cenușiu, cu o dungă albă pe părțile laterale ale corpului și cu o pată albă sub coadă. Picioarele sunt galben-verzui, fruntea și baza ciocului sunt roșii, vârful ciocului este însă galben. Masculul și femela seamănă foarte bine. Lungimea corpului este de 30-38 de centimetri, anvergura aripilor de 50-55 cm, iar greutatea medie de 320 de grame. Longevitatea maximă înregistrată în natură este de 18 ani. 
Trăiește în bălți, iazuri și lacuri cu vegetație acvatică abundentă înaltă (stuf etc.) pe maluri. Poate fi întâlnită și în parcuri, unde se plimbă pe iarbă. Este răspândită pe toate continentele, cu excepția Australiei și Antarcticei. În România și Republica Moldova sosește pe la mijlocul lunii martie sau chiar în februarie și este întâlnită vara pretutindeni unde sunt bazine acvatice cu vegetație emersă, iar toamna prin septembrie migrează spre locurile de iernat din vestul Europei, în jurul Mării Mediterane și în sud-vestul Asiei, dar în iernile blânde unele exemplare rămân pe apele neînghețate.
Este o specie diurnă, dar se hrănește și în serile cu lumină puternică a lunii. Poate înota și se scufundă foarte bine cu toate că degetele nu au membrane sau lobi înotători, ci sunt mult alungite spre a-i permite mersul pe frunzele plutitoare. Când înoată își mișcă în mod tipic capul, pe care-l înalță ritmic. Zborul este greoi și scurt, la înălțimi joase, la înălțare pasărea bătând apa, pe o distanță de câțiva metri, cu picioarele, care-i atârnă și după ce s-a înălțat.
Coada este ținută în sus, fiind mișcată atât în timpul înotului, cât și al mersului. Se hrănește cu vegetație acvatică (rizomi de stuf, semințe și fructe), nevertebrate acvatice (insecte etc.), pești mici și ouă de pasăre. Cuibărește la marginea apei în vegetație deasă (stufăriș, rogoz), la mică înălțime, aproape de suprafața solului sau în arbori mici, dar și la oarecare înălțime spre a fi ferită de creșterile viiturilor. Adesea folosește și cuiburi vechi de mierle, gaițe, turturele etc.
Cuibul are forma de cupă  și este construit de ambele sexe, pe care îl apară cu agresivitate. Atinge maturitatea sexuală la vârsta de un an. Perechile formate sunt în general monogame. Ponta constă din 6-12 ouă nisipii, cu mărimea de 43 x 31 mm și cu puncte brun-roșcate, depuse prin martie-mai. Ambii soți clocesc alternativ, 19-22 de zile. În mod curent au loc două ponte pe an. Puii eclozați sunt nidifugi, negricioși, cu creștet ruginiu și cioc roșu și sunt hrăniți de ambii părinți. După 40-50 de zile de la eclozare, puii încep să-și dobândească hrana independent. La vârsta de 35 de zile devin zburători. Specia Gallinula chloropus include 5 subspecii. În România și Republica Moldova cuibărește subspecia Gallinula chloropus chloropus.

## Numiri românești
Corlă, Găinușă de trestie, Găinușă de apă, Găinușă de baltă, Curlă verde, Găinuță.

## Comportamentul teritorial
Comportamentul teritorial al găinușelor de baltă se manifestă prin strigăte specifice, care au un rol de semnalizare acustică, și printr-un comportamentul demonstrativ. Ele își apără agresiv teritoriului, împotriva semenilor, dar și a altor păsări.
În timpul conflictelor păsările din perechile vecine înoată spre hotarul teritoriilor stăpânite apropiindu-se unele de altele și adoptă o postură de „atac pe apă“, apoi iau o postură  de „amenințare“ și o poză de „superioritate“, în care înoată paralel între ele de-a lungul hotarului teritoriilor, privindu-se reciproc, sau întorcându-se în direcții opuse.
Postura de „superioritate “ se manifestă prin următoarele: în apă pasărea în timpul înotului își ține vertical gâtul, aripile sunt ridicate deasupra spatelui, coada este ridicată vertical în sus și întinsă lateral; pe uscat această postură nu diferă de cea din apă. Postura de amenințare ia două forme: „redusă“ și „crescută“. În poziția de amenințare „redusă“ pasărea se întinde pe apă, își aruncă gâtul înainte, atinge apa cu ciocul și înoată năvalnic spre dușman; în timp ce în poziția de amenințare „crescută“ gâtul este tras între umeri, coada și partea inferioară a corpului este ridicată considerabil, văzându-se clar subcodala albă. Pe uscat păsările manifestă un comportament similar. Pe uscat postură de „amenințare crescută“ se manifestă prin următoarele: pasărea își înclină spre pământ capul, trăgându-l între umeri, își ridică destul de sus partea posterioară a corpului și coada, răsfirând-o în evantai. Luptele sunt rare, în acest caz păsările se ciupesc reciproc, se zgârie cu picioarele, iar pasărea învinsă scăpa prin fugă și se ascunde în tufișuri.
Comportamentul teritorial al găinușei de baltă se aseamănă mult cu cel al lișiței (Fulica atra), însă ei îi este caracteristic demonstrarea subcodalei albe. Ca și lișița, în timpul atacului dușmanului aleargă rapid pe suprafața apei, fluturând aripile. În locurile de cuibărire comune cu lișița, găinușa de baltă intră în conflict cu ea, ajungându-se până la încăierare. Însă lișița poate elimină găinușa de baltă din toate bazinele acvatice adecvate, așa cum a fost  în bălțile de lângă lacul Hasan din sudul Primoriei. Găinușa de baltă este de asemenea agresivă față de speciile mai mici de ralide: cârstelul de baltă (Rallus aquaticus), crestețul pestriț (Porzana porzana), crestețul cenușiu (Porzana parva) și crestețul pitic (Porzana pusilla).

## Reproducerea

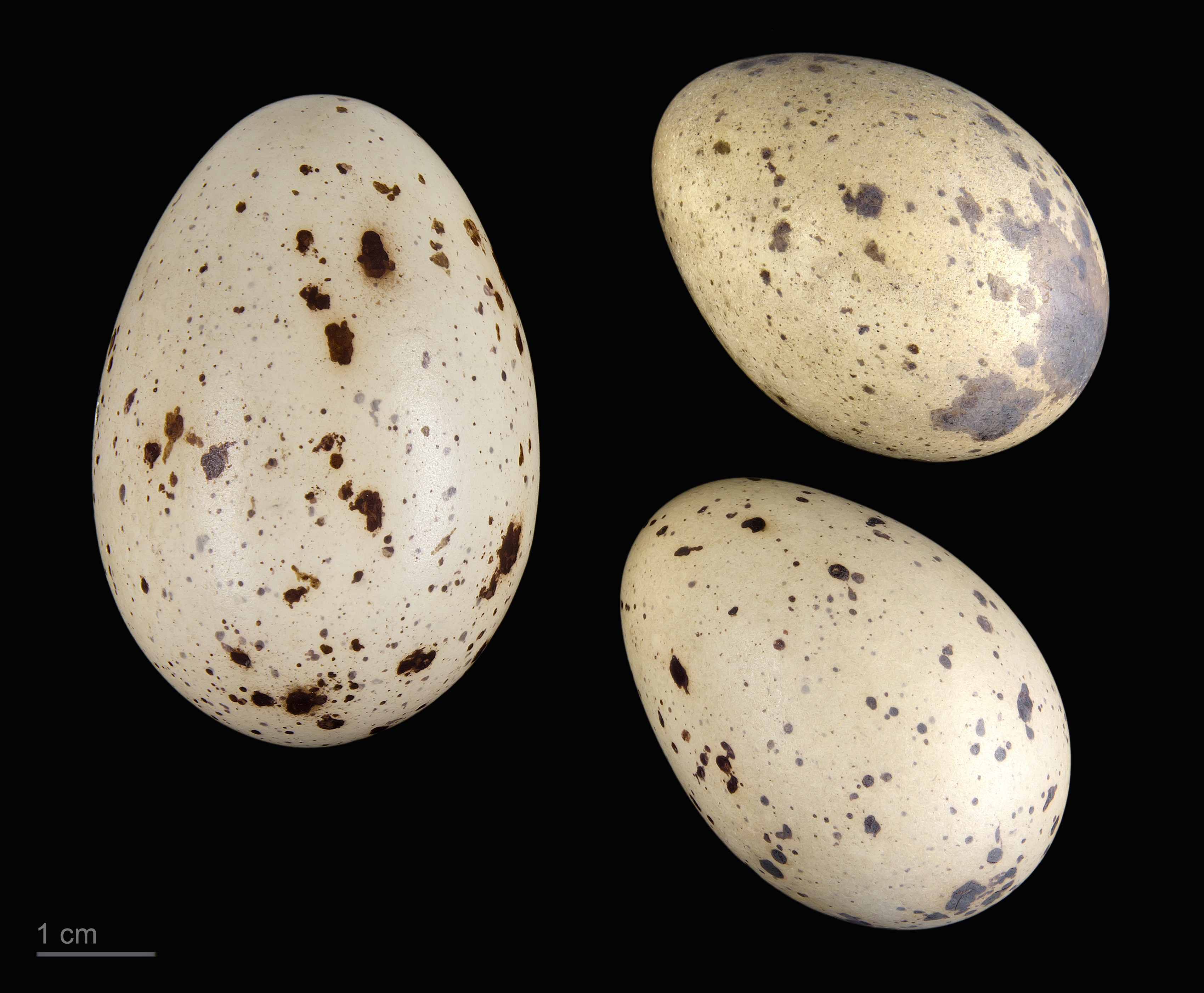
Gallinula chloropus - MHNT

Maturitatea sexuală este atinsă la sfârșitul primului an de viață. Sunt păsări monogame, după toate probabilitățile perechile formate sunt constante, deoarece în timpul pasajelor și iernării cele mai multe exemplare se țin în perechi, iar la locurile de cuibărire sosesc întotdeauna în perechi. Formarea perechile are loc probabil în cartierele de iernare.
La locurile de cuibărire sosesc relativ târziu, când gheața din desișurile de vegetație se topește complet și se dezgheață definitiv bazinele acvatice mici. Data sosirii la locurile de cuibărit depinde de condițiile meteorologice locale, precum și de latitudinea și longitudinea acestor locuri.
Locurile preferate de cuibărire sunt bazinele acvatice bogate în vegetație. În iazurile și albiile mici cuibărește de obicei o singură pereche, în cele mari - mai multe perechi, cuiburile fiind amplasate la 70-100 m unul de altul, cel puțin - la 25 de metri.

### Cuibul

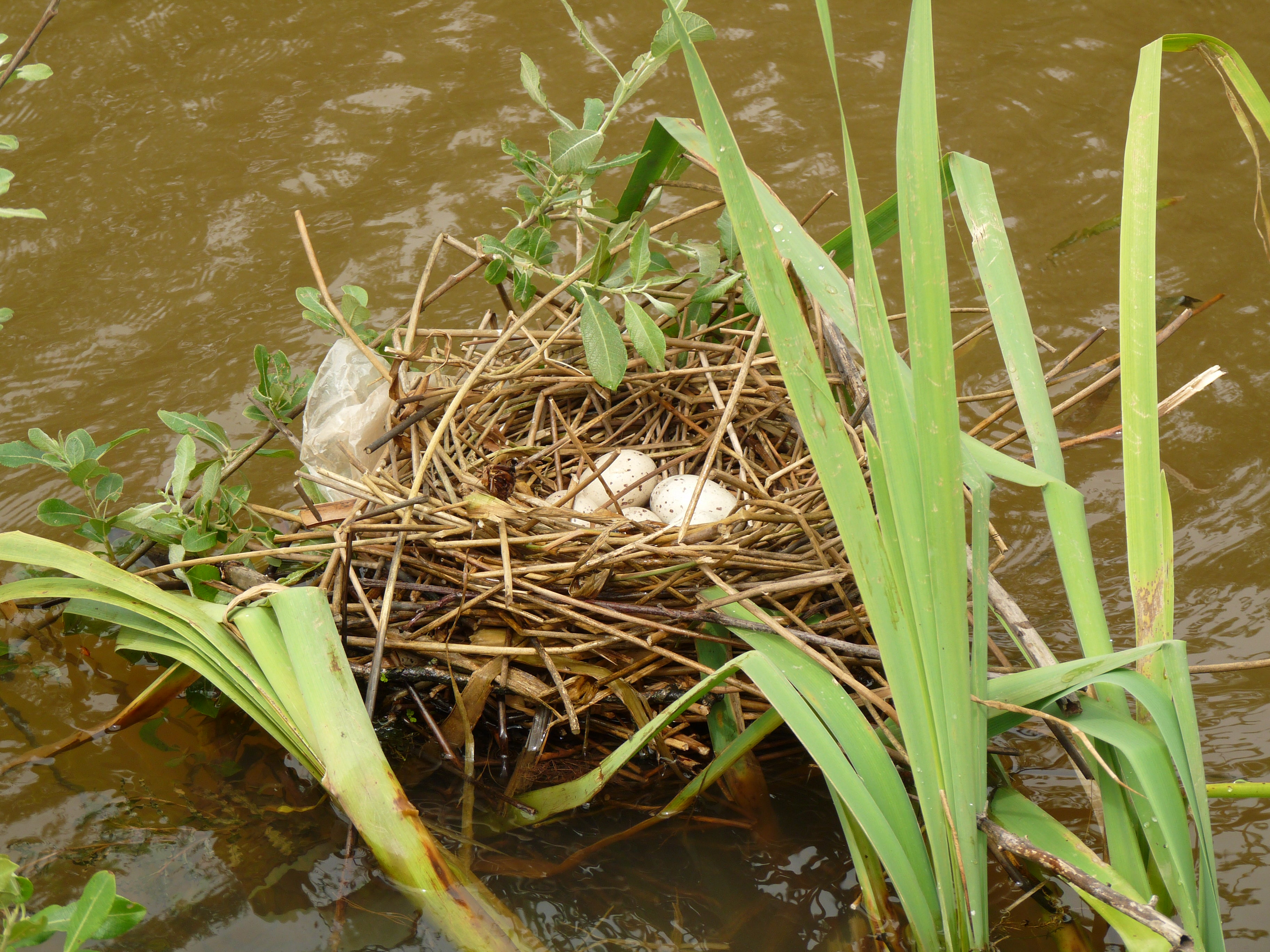
Cuibul plutitor al găinușei de baltă

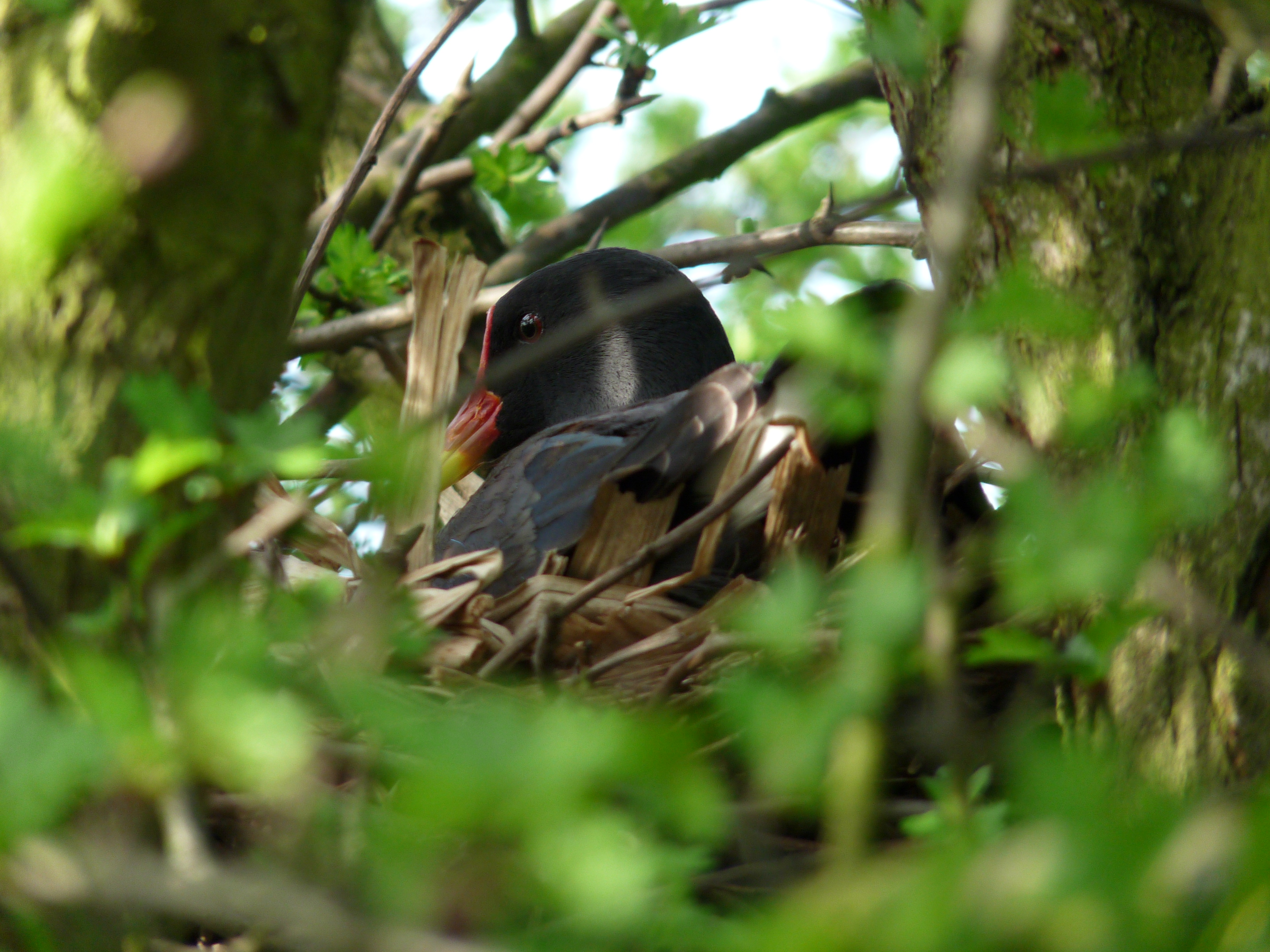
Cuibul găinușei de baltă amplasat într-un arbore

Găinușele de baltă își fac cuiburile în forma de cupă în diverse locuri - pe apă, pe sol, pe ramurile tufelor și arborilor, în stufăriș, rogoz etc., iar în orașe - pe acoperișurile caselor și a altor clădiri, dar în mod normal cuibăresc pe suprafața apei, unde cuibul este ancorat de vegetația adiacentă. Cuibul este întotdeauna uscat. Cuiburile sunt întotdeauna bine ascunse în vegetație palustră.

Cuiburile din bazinele acvatice sunt plasate pe suprafață apei (tipul plutitor), pe agest, pe plaur, pe insulițe plutitoare formate de vegetație, pe tulpinile plutitoare de stuf și papură, pe tufele semiscufundate.  Găinușele de baltă se instalează cu plăcere în cuiburile artificiale pentru rațe, cuibăresc și în sălciile retezate, la o înălțime de 2-3 metri, și în centrul tufișurilor dese. Cuibul este construit de ambele sexe ale perechii. Se pare că, la fel ca și la lișiță, are loc separarea sarcinilor; mascul construiește baza cuibului, iar femela căptușește interiorul lui. Construcția durează între 12-20 ore la câteva zile.

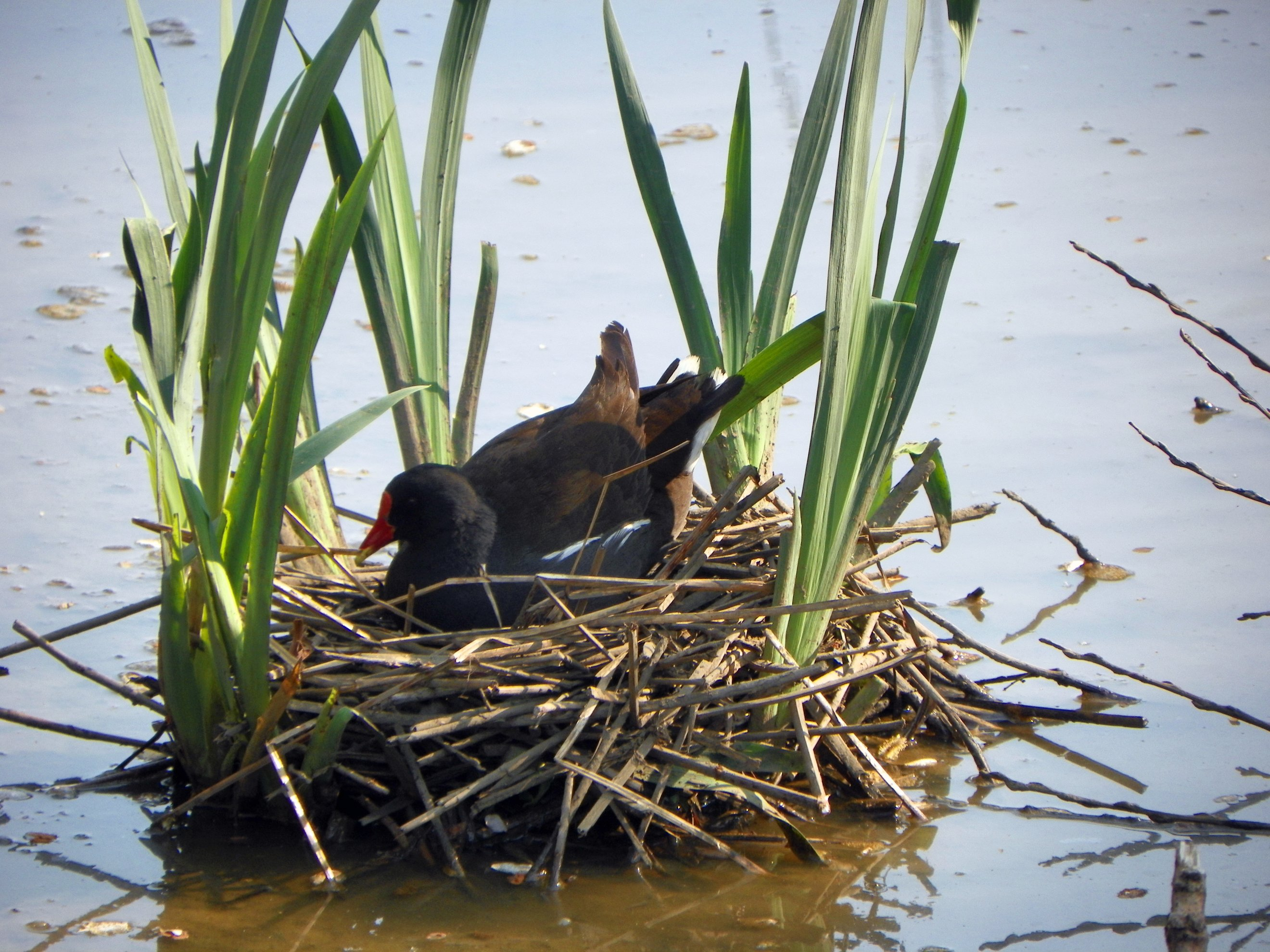
Găinușa de baltă clocind într-un cuib amplasat pe apă

În absența unui acoperiș natural păsările rup și împletesc deasupra cuibului tulpini verzi și frunze. Spre cuib duce un coridor îngust. Păsările folosesc pentru construcția cuibului materialul vegetal existent în vecinătate, când au posibilitatea de a alege preferă tulpinile uscate și frunzele de papură (Typha), pipirig de baltă (Schoenoplectus lacustris) și stuf (Phragmites), în afară de ele folosesc tulpinile și frunzele de rogoz (Carex), trestioară (Calamagrostis), orez sălbatic (Zizania aquatica), pipirig (Juncus), frunzele de nufăr (Nymphaea) etc. Baza cuibului este construită din tulpini mari, rareori din rizomi, iar cuibul propriu zis este construit din tulpini mici și frunze, pe care păsările în prealabil le moaie puțin. Periodic în timpul construcției găinușele de baltă bătătoresc cuibul. Cuibul finisat are o formă cilindrică sau de cupă și este destul de rezistent și solid. Material cuibului este adeseori uniform, el fiind construit din tulpinile sau frunzele unei singure specii de plante. În timpul clocirii găinușele de baltă amenajează în permanență cuibul, fiind deosebit de active la creștere lentă a nivelului apei. 
În funcție de locul unde este amplasat și tipul materialelor din care este făcut dimensiunile cuibului variază considerabil. Dimensiunile cuiburilor sunt următoarele: diametrul exterior 20-27 cm, uneori până la 30 cm, diametrul interior 10-19 cm, adâncimea cuibului este de 3-8 cm, înălțime cuibului deasupra apei de 12-25 cm.  Pe lacul Hanka din Primorie, adaptându-se la fluctuațiile nivelului apei, găinușele de baltă construiesc cuiburi cilindrice înalte la 30-35 cm deasupra apei, interiorul lor rămânând întotdeauna uscat, la creșterea nivelului apei ele proeminează numai la 5-6 cm deasupra apei, iar la  retragerea apei se descoperă complet.